# Banca Cívica
Banca Cívica, S. A. fue el banco creado en 2010 a partir de un Sistema Institucional de Protección integrado por Caja Navarra, Cajasol, CajaCanarias y Caja de Burgos.
Banca Cívica se integró en CaixaBank el 3 de agosto de 2012, tras la inscripción de la escritura de fusión por absorción en el Registro Mercantil.

## Historia
Banca Cívica se constituyó como banco mediante escritura pública otorgada el 9 de junio de 2010. Las entidades fundadoras fueron Caja de Burgos, CajaCanarias y Caja Navarra. Fue el primer SIP que empezó a operar en España, el 18 de junio de 2010.
El proceso de integración avanzó en el tercer trimestre de 2010 con la unificación de la tesorería de las tres Cajas y la consolidación contable de los resultados del grupo. Asimismo se avanzó en el análisis de riesgos centralizado y en la convergencia de los sistemas informáticos.
El 16 de noviembre de 2010, el Consejo de administración de Cajasol autorizó a su presidente Antonio Pulido a llevar a cabo las gestiones necesarias para la integración de Cajasol en Banca Cívica. La integración de esta entidad se llevó a cabo durante 2010 y contó con una ayuda del FROB de 1000 millones de euros. Dado el importante volumen de Cajasol, Banca Cívica cambió su sede a Sevilla. El Consejo de Cajasol autorizó a la Caja a integrarse en Banca Cívica y desde ese momento contó con dos copresidentes, el presidente de Cajasol, Antonio Pulido y el del SIP, Enrique Goñi, que era también director general de Caja Navarra.
Del nuevo banco, Caja Navarra y Cajasol tendrían cada una el 29,1% del capital social; Caja Canarias, un 21,3%; y Caja de Burgos, un 20,5%.
El 11 de febrero de 2011, el FROB suscribió 977 millones de euros de preferentes de Banca Cívica para apoyar de forma financiera al grupo.
Tras el plan de recapitalización del Banco de España, Banca Cívica optó por la opción de salir a Bolsa vendiendo más del 20% de su capital. Banca Cívica realizó una Oferta Pública de Subscripción el 21 de julio de 2011. El tramo minorista previsto fue el 48% y el de empleados el 2%. Ambos necesitaban una aportación mínima de 2.500 euros. El tramo institucional tuvo reservado el 50%, con aportaciones mínimas de 100.000 euros. El precio de salida fue 2,7 euros, equivalente a un 60% de descuento respecto al valor en libros. La valoración del banco fue 1.342,3 millones de euros.
Banca Cívica operaba solo con su marca en los territorios neutrales (que no eran los de origen de ninguna de las cinco cajas). Aunque las marcas de las cajas permanecieron bajo su respectiva titularidad, cedieron su uso al banco y estas eran visibles en los territorios de origen de cada una de elles.

### Integración en CaixaBank
Banca Cívica anunció su absorción por CaixaBank el 23 de marzo de 2012. El 26 de marzo de 2012, CaixaBank aprobó la integración con Banca Cívica. Según se manifestó, la operación conformaría la entidad líder en el mercado español, con más de 14 millones de clientes y unos activos de 342.000 millones de euros y se expresó que la integración no requería ayudas públicas, ni tenía ningún coste para el resto del sector financiero. Las cajas de ahorros con participación en el capital de Banca Cívica se convertirían en accionistas de CaixaBank con un 3,4% del capital (Caja Navarra (1,0%), Cajasol (1,0%), CajaCanarias (0,7%) y Caja de Burgos (0,7%)).
El 26 de junio de 2012, CaixaBank y Banca Cívica celebraron sendas junta general de accionistas de carácter extraordinario para aprobar la fusión por absorción de Banca Cívica por CaixaBank.
El 3 de agosto de 2012, tuvo lugar la inscripción de la escritura de la fusión en el Registro Mercantil, produciéndose con ello la fusión por absorción de Banca Cívica por CaixaBank y la extinción de la primera. Se produjo un intercambio de acciones de 8 por 5 (8 acciones de Banca Cívica de nominal 1 euro por 5 acciones de CaixaBank de igual valor nominal). Como consecuencia, las acciones de Banca Cívica dejaron de cotizar dicho día.
En cuanto a la estrategia de marca de las sucursales absorbidas, CaixaBank decidió eliminar la marca "Banca Cívica" y recuperó, por motivos meramente históricos y culturales, las marcas comerciales -combinadas con el icono corporativo del banco catalán- de las cajas de ahorros que dieron lugar a la entidad a pesar de que ya no sean las antiguas cajas las que operan el negocio financiero. Esta estrategia se decidió que sólo se llevaría a cabo en los territorios de origen de las cajas, de manera que todas las sucursales absorbidas situadas en otros territorios distintos de los de origen perderían dicha denominación y pasarían a ser sucursales convencionales, operadas sólo con la marca de "la Caixa". En el acuerdo de integración de Banca Cívica a CaixaBank se estableció que el banco catalán podía usar durante un periodo de cuatro años las marcas de las cinco antiguas cajas de ahorro.
El 9 de abril de 2013, CaixaBank devolvió los 977 millones que el FROB aportó a Banca Cívica.

## Estados financieros

### 1.erT 2011
- Activo: 71.778 millones
- Créditos: 49.819 millones
- Depósitos: 50.629 millones
- Beneficio: 54,1 millones
- Margen bruto:
- Margen de intereses:
- Patrimonio neto: 3.874 millones
- Ayudas del FROB: 977 millones
- ROE: 7,51%
- Core capital: 8,10%

## Estructura
Contaba con un total de 1.551 oficinas, 7.800 empleados y 3,5 millones de clientes, de los cuales 3 millones eran particulares y 500.000 corporativos. Estaba presente en 33 provincias españolas.

## Accionistas
Antes de su adquisición por CaixaBank, los accionistas mayoritarios eran las 4 cajas de ahorros fundadoras del SIP, que controlaban la sociedad con más del 55% del capital.
| Accionista     | Porcentaje |
| -------------- | ---------- |
| Caja Navarra   | 16,1%      |
| Cajasol        | 16,1%      |
| CajaCanarias   | 11,8%      |
| Caja de Burgos | 11,3%      |

## Causas judiciales
En marzo de 2013, se anunció la admisión en la Audiencia Nacional de la querella que presentó UPyD contra los 15 consejeros que participaron en el proceso de integración de Banca Cívica y en su posterior salida a bolsa.
En junio de 2014, se acordó el archivo de la investigación por presuntas estafa y apropiación indebida devolviendo a los juzgados de Pamplona la investigación sobre Caja Navarra. Sin embargo, cinco meses después, el caso volvió a la Audiencia Nacional.
En agosto de 2015, el caso Banca Cívica fue archivado de nuevo por la Audiencia Nacional, y reabierto un mes después.